# El vencedor
El vencedor es el título de un cuento del poeta y escritor peruano César Vallejo. Escrito en la década de 1930, fue publicado años después de la muerte de su autor, en 1967.

## Publicación
Según la información proporcionada por Georgette Vallejo (la viuda del autor) este cuento fue escrito entre 1935 y 1936, pero no fue publicado sino hasta 1967, cuando apareció formando parte de la narrativa completa de Vallejo, en el rubro de “Inéditos” (Novelas y cuentos completos, Lima, Francisco Moncloa Editores). El resto de relatos “inéditos” que aparecieron en esa colección son El niño del carrizo, Viaje alrededor del porvenir y Los dos soras (aunque este último ya había aparecido previamente en el primer número de la revista Amaru de ese mismo año). Todos ellos parecen ser bosquejos narrativos que el autor no alcanzó a pulir por su prematura muerte en 1938.

## Contexto literario
Corresponde a la etapa en la que el autor, siempre deseoso de probar nuevas formas narrativas, buscaba el equilibrio entre la fantasía de sus primeras obras narrativas (Escalas y Fabla salvaje), y el llamado realismo socialista de las siguientes (El tungsteno y Paco Yunque). El vencedor exhibe todavía una crítica social, aunque el autor se iba ya alejando de la normativa que imponía el realismo socialista. Tiene algunos puntos en común con el cuento Paco Yunque, el relato más conocido y celebrado de Vallejo, aunque ya no comparte su maniqueísmo tan marcado (es decir, ya no recurre al cliché de poner a los ricos como los malvados y a los pobres como los buenos).

## Argumento
El cuento relata la pelea entre dos escolares, uno de condición humilde, llamado Juncos y otro de posición más acomodada, llamado Cancio. Luego de una reñida pelea, en la que Cancio estuvo a punto de ganar, resulta triunfador Juncos, dejando a su rival muy maltrecho. Pero en vez de celebrar su victoria, Juncos se aparta de sus compañeros y se pone a llorar.

## Narrador
El relato está narrado en primera persona, por uno de los alumnos espectadores de la riña. Es decir, es un “narrador testigo”, que observa y da cuenta de los hechos.

## Personajes
- El narrador, que es un niño que contempla la pelea entre Juncos y Cancio, sus compañeros de escuela.
- Leonidas, amigo del narrador.
- Juncos, un niño de condición humilde, escueto, cetrino, que andaba descalzo, andrajoso y tocado con un sombrero de lana que le daba una apariencia grotesca. Es pendenciero, muy vivaz y seguro de sí mismo, pero al final cae en un acto inesperado: se pone a llorar, pese a ser el vencedor.
- Cancio, un niño decente, de buena familia, bien vestido, calzado con zapatos nuevos. Inteligente y noble, nunca buscaba pelea con nadie, dándose a entender que su contrincante era el provocador. Durante la pelea se mostrará, sin embargo, igual de brutal que su rival.

## Escenario
El hecho relatado ocurre a la salida del colegio, en las afueras del pueblo y al pie de un cerro de la campiña. No se dan más descripciones del entorno. Podemos notar también una similitud con una de las escenas del cuento Paco Yunque, donde a la hora del recreo, el abusivo Humberto Grieve es agredido por otro alumno de más edad y lo defiende a la vez otro alumno mucho mayor, y así sucesivamente, armándose una gresca descomunal.

## Resumen
El relato comienza explicando que la riña entre los dos niños escolares (Cancio y Juncos) se originó por un incidente de manos producido a la hora del recreo. La pelea se realiza a las afueras de la escuela, a la hora de salida. Gran número de muchachos se juntan llevando a los dos contrincantes hasta las cercanías de un cerrillo, lejos de la presencia del profesor. El narrador, junto con Leonidas (ambos también escolares) siguen al grupo. Llegados al lugar, los rivales se alistan para pelear y el resto de alumnos hacen apuestas sobre quien será el vencedor. El narrador se circunscribe a describir los gestos y acciones de ambos contrincantes; siente algo de simpatía por Cancio, un niño de clase acomodada a quien conoce más que a Juncos, que es de clase pobre. Leonidas también se pone a favor de Cancio. Ambos, Juncos y Cancio, se dan mutuamente fuertes puntapiés y puñetazos, hasta hacerse sangrar. Juncos parece llevar las de perder, y entonces ingresa a defenderlo un niño mayor, lo que provoca que otro aún más grande intervenga, armándose una tremenda confusión, hasta que el resto de muchachos impone el orden y hacen reiniciar la pelea entre los dos contrincantes. El narrador se compadece de Juncos al verlo maltrecho y se pone entonces a favor suyo, alentándolo a dar duro a su rival. Juncos saca entonces todas sus fuerzas y derriba finalmente a Cancio con un potente puñetazo, dejándole con un ojo herido y el párpado muy hinchado. El grupo de alumnos retorna al pueblo, pero Juncos se aparta a un costado del camino y se sienta con la cabeza gacha. Leonidas se le acerca y descubre que está llorando.

## Análisis temático
Este relato pone en relieve el mundo de la violencia en el ámbito escolar. El autor, si bien diferencia al niño pobre (Juncos) del de clase más acomodada (Cancio), no pretende poner al primero como víctima (como había ocurrido en Paco Yunque) sino que otorga a ambos igual agresión, violencia y brutalidad en el desarrollo de la pelea. Sin embargo, se puede vislumbrar alguna crítica hacia el niño pudiente, pues a pesar de pertenecer a una “familia decente” cae en la provocación y se pone al nivel de su contrincante, que al parecer era el más pendenciero del colegio. Los demás alumnos alientan la pelea y hacen incluso apuestas a favor de uno u otro. Es otro ejemplo de alienación de la sociedad que el autor expone sin necesidad de hacer una crítica más explícita. En el transcurso de la pelea, el narrador, que al principio apoya a Cancio, finalmente alienta a Juncos, pues se compadece al verlo maltrecho y a punto de perder. Finalmente triunfa Juncos, recurriendo así el autor al recurso común de hacer ganador a quien estaba a punto de perder, merced a un súbito arranque de esfuerzo o inspiración de último momento. La explicación del curioso final del cuento, en el que Juncos llora a pesar de ser el vencedor, queda sujeto a la imaginación del lector: puede entenderse que Juncos está consciente de la venganza que sufrirá por golpear a un miembro de una familia importante del pueblo.